# 覓奇魔力
覓奇魔力（日语：ミッキーチャーム），是日本純種競賽馬匹。生涯活躍於一哩賽事，曾於2019年勝出阪神牝馬錦標及皇后錦標。

## 出賽前
2015年2月7日出生於北海道浦河町三嶋牧場，成長途中於拍賣會上被馬主野田美月以7560萬日圓購入。
其後交由栗東訓練中心練馬師中內田充正訓練。

## 競賽生涯

### 3歲
2018年2月3日出戰京都競馬場3歲新馬戰，維持於先頭第三的位置在直路未能順利加速，最終跑獲第四。
其後接連出戰3歲未勝利戰，分別以第三及第二落敗，未能於上半年取得勝利。
休養過後於夏季出戰3歲未勝利戰，比賽初段成功搶佔位置下順勢進行領放，通過最後彎道進入直路時仍然維持優勢及餘力。進入直路後，其繼續以不俗的走勢衝出並跑出優秀的末腳速度，最終以8馬位的大優勢取得首個分級賽冠軍。
贏得首勝利後，其隨即於3星期後出戰3歲500萬獎金以下條件戰並輕鬆取得勝利，2星期後再度出戰藻岩山特別，以3馬位的優勢取得三連勝。
其後選擇直行秋華賞，賽前取得第二人氣。比賽開始後，其隨即搶佔先頭位置展開領放，於比賽途中帶出前1000米59.6的平均步速，並於最後彎道開始發力。進入直路後，其繼續於內欄位置展開衝刺以堅守自身的優勢，雖然最後被衝出的杏目超越，但仍然可以壓制其他賽駒取得第二。

### 4歲
2019年首戰選擇以中山牝馬錦標作為首戰，然而採取先行策略下於直路初段經已逐步失速，沉底之下以第十四大敗。
其後出戰阪神牝馬錦標，面對前方領放馬天麗光輝做出的慢步速局面，其維持於先頭約莫第三的有利位置推進，並維持自身的節奏等待時機。進入直路後，其隨即於內欄位置抽出並突圍，跑出優秀的速度下以1/2馬位戰勝Amalfi Coast取得首個冠軍。

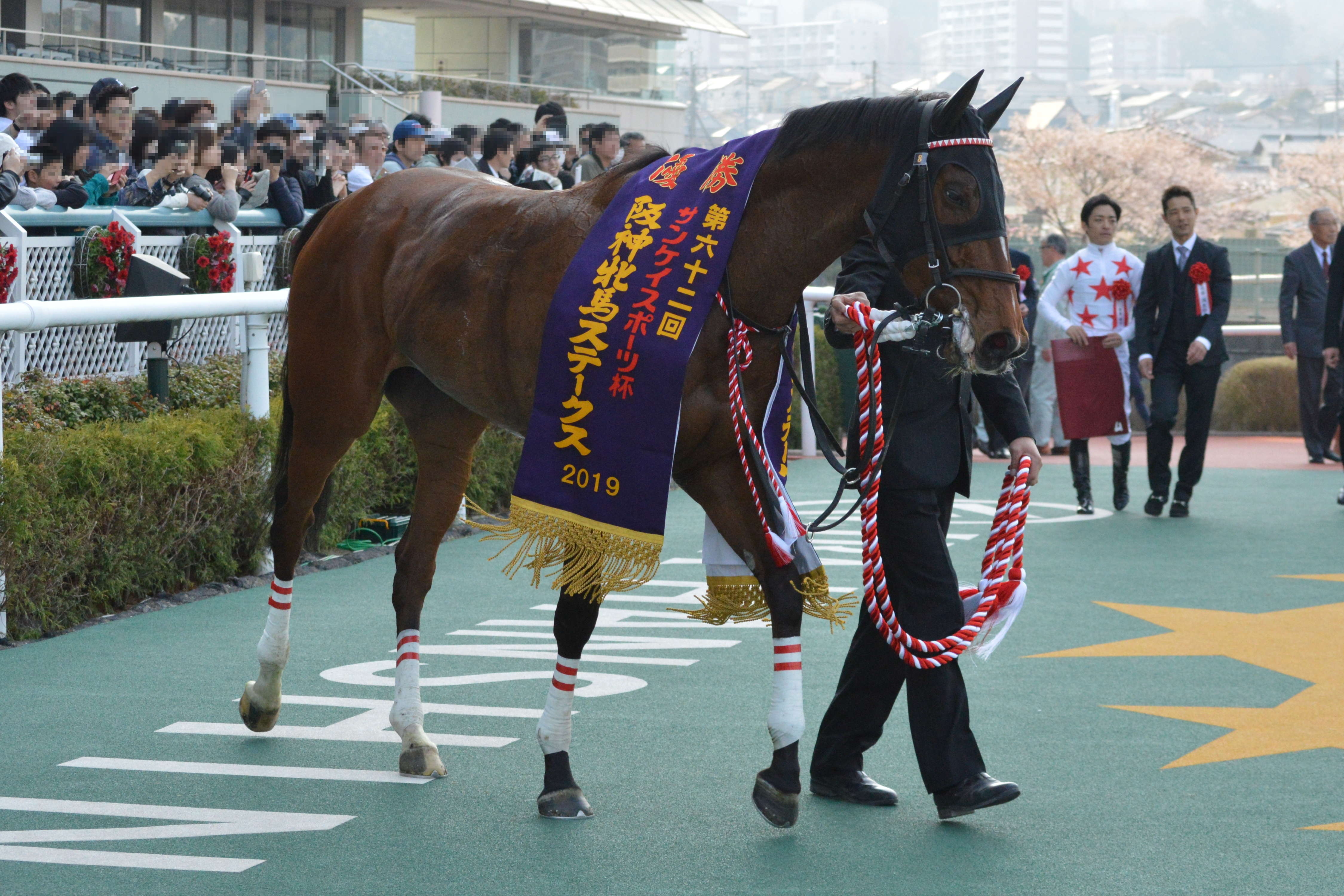
阪神牝馬錦標頒獎儀式

5月出戰上半年的大目標維多利亞一哩賽，然而於比賽途中面對對前置馬不離的快步速，其在直路經已出現力弱的情況，最終失速之下僅跑獲第八。
夏季以皇后錦標作為目標，比賽初段以順利地進佔第四的先頭位置，進入直路後瞬間衝出並不斷加速，最終成功抵擋追擊的橙紅色之壓力，以頸位優勢取得勝利。
進入秋季後，其原定以府中牝馬錦標接戰女皇伊利沙伯二世盃的安排進行，但因為調整進度有所延遲而未有出戰前者。
10月24日，其更因為身體狀態不佳避戰女皇伊利沙伯二世盃，並於年內處於休養狀態。
其後，陣營因其回復未如理想，最終決定將其退役，並於翌年1月22日取消日本中央競馬會的賽駒註冊。

### 詳細賽績
| 日期       | 舉辦國家 | 馬場 | 距離   | 級別 | 賽事名稱             | 負重 | 騎師     | 馬號 | 出馬 | 名次 | 時間   | 頭馬（二馬）      |
| ---------- | -------- | ---- | ------ | ---- | -------------------- | ---- | -------- | ---- | ---- | ---- | ------ | ----------------- |
| 3/2/2018   | 日本     | 京都 | 草2000 |      | 3歲新馬              | 54   | 藤岡佑介 | 1    | 16   | 4    | 2:05.7 | Suzuka Teio       |
| 25/2/2018  | 日本     | 小倉 | 草1800 |      | 3歲未勝利            | 54   | 藤岡佑介 | 11   | 16   | 3    | 1:48.2 | Leo Cock Blue     |
| 24/3/2018  | 日本     | 中京 | 草2000 |      | 3歲未勝利            | 54   | 中井裕二 | 18   | 18   | 2    | 2.04.2 | Aloha Lily        |
| 1/7/2018   | 日本     | 函館 | 草1800 |      | 3歲未勝利            | 54   | 藤岡佑介 | 8    | 15   | 1    | 1:49.3 | （Win Iceberg）   |
| 22/7/2018  | 日本     | 函館 | 草1800 |      | 3歲以上500萬獎金以下 | 52   | 三浦皇成 | 10   | 10   | 1    | 1:48.3 | （Cosmo Laelia）  |
| 5/8/2018   | 日本     | 札幌 | 草1800 |      | 藻岩山特別           | 52   | 横山典弘 | 1    | 9    | 1    | 1:46.5 | （Fast Approach） |
| 14/10/2018 | 日本     | 京都 | 草2000 | GI   | 秋華賞               | 55   | 川田將雅 | 13   | 17   | 2    | 1:58.7 | 杏目              |
| 9/3/2019   | 日本     | 中山 | 草1800 | GIII | 中山牝馬錦標         | 55   | 川田將雅 | 13   | 14   | 14   | 1:49.2 | 鎮守邊疆          |
| 6/4/2019   | 日本     | 阪神 | 草1600 | GII  | 阪神牝馬錦標         | 54   | 川田將雅 | 8    | 14   | 1    | 1:33.6 | （Amalfi Coast）  |
| 12/5/2019  | 日本     | 東京 | 草1600 | GI   | 維多利亞一哩賽       | 55   | 川田將雅 | 7    | 18   | 8    | 1:31.2 | 樸素無華          |
| 28/7/2019  | 日本     | 札幌 | 草1800 | GIII | 皇后錦標             | 56   | 川田將雅 | 13   | 14   | 1    | 1:47.0 | （橙紅色）        |

## 退役後
退役後，覓奇魔力成為了繁殖雌馬，於北海道浦河町三嶋牧場休養，在2020年進行配種。首匹子嗣Mikki Spinel在2021年出生，可於2023年出賽

### 詳細繁殖資料
| 數目   | 馬名          | 出生年 | 性別 | 父系     | 練馬師           | 馬主     | 戰績                 |
| ------ | ------------- | ------ | ---- | -------- | ---------------- | -------- | -------------------- |
| 第一匹 | Mikki Spinel  | 2021   | 雌   | 龍王     | 栗東・中內田充正 | 野田美月 | 3戰2冠0亞0季（現役） |
| 第二匹 | Mikki Jewelry | 2022   | 雌   | 神威啟示 | 栗東・中內田充正 | 野田美月 | 2戰1冠0亞0季（現役） |
| 第三匹 | 覓奇魔力2023  | 2023   | 雌   | 農神節慶 |                  |          | （出道前）           |
| 第四匹 | 覓奇魔力2024  | 2024   | 雌   | 農神節慶 |                  |          | （出道前）           |

## 血統簡介
父系大震撼爲日本賽駒，爲日本賽馬史上第二匹無敗三冠馬，生涯出戰十四場賽事僅得兩場未能勝出，退役後配種成績亦極爲優秀。祖父週日寧靜是美國三冠賽雙冠馬，退役後在日本配種，在日本馬壇相當成功，贏得多項分級賽事，其子嗣贏得巨額獎金。
母系Ripples Maid為英國賽駒，生涯戰績尚可，曾勝出兩場表列賽事。外祖父單色里爲英國生產的法國賽駒，生涯戰績不俗，曾勝出二級賽山谷百合錦標，亦於一級賽法國二千堅尼、森林大賽及薩塞克斯錦標跑獲亞軍。

### 血統表
| 父線：週日寧靜系（Halo系）                                     |                                |              |                 |
| 種馬 大震撼 2002年（棗色）                                     | 週日寧靜 1986年（棕色）        | Halo         | Hail to Reason  |
| 種馬 大震撼 2002年（棗色）                                     | 週日寧靜 1986年（棕色）        | Halo         | Cosmah          |
| 種馬 大震撼 2002年（棗色）                                     | 週日寧靜 1986年（棕色）        | Wishing Well | Understanding   |
| 種馬 大震撼 2002年（棗色）                                     | 週日寧靜 1986年（棕色）        | Wishing Well | Mountain Flower |
| 種馬 大震撼 2002年（棗色）                                     | 風中秀髮 1991年（棗色）        | Alzao        | 利法爾          |
| 種馬 大震撼 2002年（棗色）                                     | 風中秀髮 1991年（棗色）        | Alzao        | Lady Rebecca    |
| 種馬 大震撼 2002年（棗色）                                     | 風中秀髮 1991年（棗色）        | Burghclere   | Busted          |
| 種馬 大震撼 2002年（棗色）                                     | 風中秀髮 1991年（棗色）        | Burghclere   | Highclere       |
| 繁殖雌馬 Ripples Maid 2003（棗色） mf= 單色里 1996年（深棗色） | {{{mf}}}                       | 丹山         | 單色            |
| 繁殖雌馬 Ripples Maid 2003（棗色） mf= 單色里 1996年（深棗色） | {{{mf}}}                       | 丹山         | Razyana         |
| 繁殖雌馬 Ripples Maid 2003（棗色） mf= 單色里 1996年（深棗色） | {{{mf}}}                       | Hasili       | Kahyasi         |
| 繁殖雌馬 Ripples Maid 2003（棗色） mf= 單色里 1996年（深棗色） | {{{mf}}}                       | Hasili       | Kerali          |
| 繁殖雌馬 Ripples Maid 2003（棗色） mf= 單色里 1996年（深棗色） | Rivers Rhapsody 1987年（棗色） | Dominion     | Derring-Go      |
| 繁殖雌馬 Ripples Maid 2003（棗色） mf= 單色里 1996年（深棗色） | Rivers Rhapsody 1987年（棗色） | Dominion     | Picture Palace  |
| 繁殖雌馬 Ripples Maid 2003（棗色） mf= 單色里 1996年（深棗色） | Rivers Rhapsody 1987年（棗色） | Trwyn Cilan  | Import          |
| 繁殖雌馬 Ripples Maid 2003（棗色） mf= 單色里 1996年（深棗色） | Rivers Rhapsody 1987年（棗色） | Trwyn Cilan  | Welsh Cape      |
| 雌系：Infra Red系（號族：22-d）                                |                                |              |                 |
| 五代內近親交配：北地舞人 5×5                                   |                                |              |                 |

## 命名由來
名字中，Mikki（ミッキー）是馬主野田美月的冠名，出自其名字「美月」（ミズキ）之首尾音加上促音及長音而成，香港取音譯翻譯為「覓奇」，Charm（チャーム）的意思即是魅力，香港則翻譯為「魔力」。

## 外部連結
- 覓奇魔力 netkeiba.com （页面存档备份，存于）
- 血統表